# تخم‌مرغ صدساله
تخم مرغ صدساله (انگلیسی: Century egg) یک نوع خوراکی چینی است که از طریق ترشی انداختن تخم اردک، مرغ یا تخم بلدرچین در مخلوطی از خاک رس، خاکستر، نمک، آهک و پوست برنج برای چندین هفته تا چند ماه تهیه می‌شود.
با این روش، رنگ زردهٔ تخم مرغ سبز تیره یا خاکستری می‌شود، و به خاطر حضور سولفید هیدروژن و آمونیاک قوام کرم‌مانند و عطر و طعم قوی پیدا می‌کند. سفیدهٔ آن هم تبدیل به ژله‌ای به رنگ قهوه‌ای تیره و ژله شفاف با طعم شور می‌شود.